# 太平区 (沾化県)
太平区（たいへい-く）は中華人民共和国山東省沾化県にかつて存在した県轄区。現在の東営市河口区の一部に相当する。
1949年（民国38年）、沾化県第7区が太平区と改称される。1950年2月に再び第7区と改称された。1956年5月、沾化県第10区管轄であった郭局今日、新慮郷、耿局郷、順江郷が第7区に編入された。1957年、区制廃止に伴い廃止されている。